# Bokermannohyla ravida
Bokermannohyla ravida är en groddjursart som först beskrevs av Caramaschi, Napoli och Bernardes 200.  Bokermannohyla ravida ingår i släktet Bokermannohyla och familjen lövgrodor. IUCN kategoriserar arten globalt som otillräckligt studerad. Inga underarter finns listade.